# ستيفن ك. ميلارد
ستيفن ك. ميلارد (بالإنجليزية: Stephen C. Millard)‏ هو محامي وسياسي أمريكي، ولد في 14 يناير 1841، وتوفي في 21 يونيو 1914 في بينغامتون في الولايات المتحدة. حزبياً، نشط في الحزب الجمهوري. وقد انتخب عضو مجلس النواب الأمريكي.